# Didacna trigonoides
Didacna trigonoides is een tweekleppigensoort uit de familie van de Cardiidae. De wetenschappelijke naam van de soort is voor het eerst geldig gepubliceerd in 1771 door Pallas.